# NGC 6793
NGC 6793 في الفهرس العام الجديد، هي مجرة، تقع في كوكبة الثعلب. اكتشفت في 18 يوليو 1789 بواسطة ويليام هيرشل.

## روابط خارجية
- NGC 6793 على موقع ويكي سكاي: DSS2, SDSS, GALEX, IRAS, Hydrogen α, X-Ray, Astrophoto, Sky Map, Articles and images